# Rio Mobile
O rio Mobile é um rio no estado norte-americano do Alabama, que resulta da confluência do rio Alabama e do rio Tombigbee. Tem 72 km de comprimento, até desaguar na Baía de Mobile, no Golfo do México.

## História
Antes da chegada dos europeus, numerosas tribos ameríndias viviam ao longo das margens do Mobile: Choctaws, Creeks, Taensas, entre outras. Em 1519, o almirante espanhol Alvarez Pineda foi o primeiro europeu a navegar na baía de Mobile, embora não tenha subido o curso do rio que aí desagua. Só em 1540-1541 é que o conquistador Hernando de Soto atingiria as margens do Mobile, no decurso de uma grande expedição no sul do que são hoje os EUA. Mas seria apenas na passagem do século XVII ao século XVIII que a ocupação europeia se tornaria permanente na baía de Mobile e margens do rio homónimo.

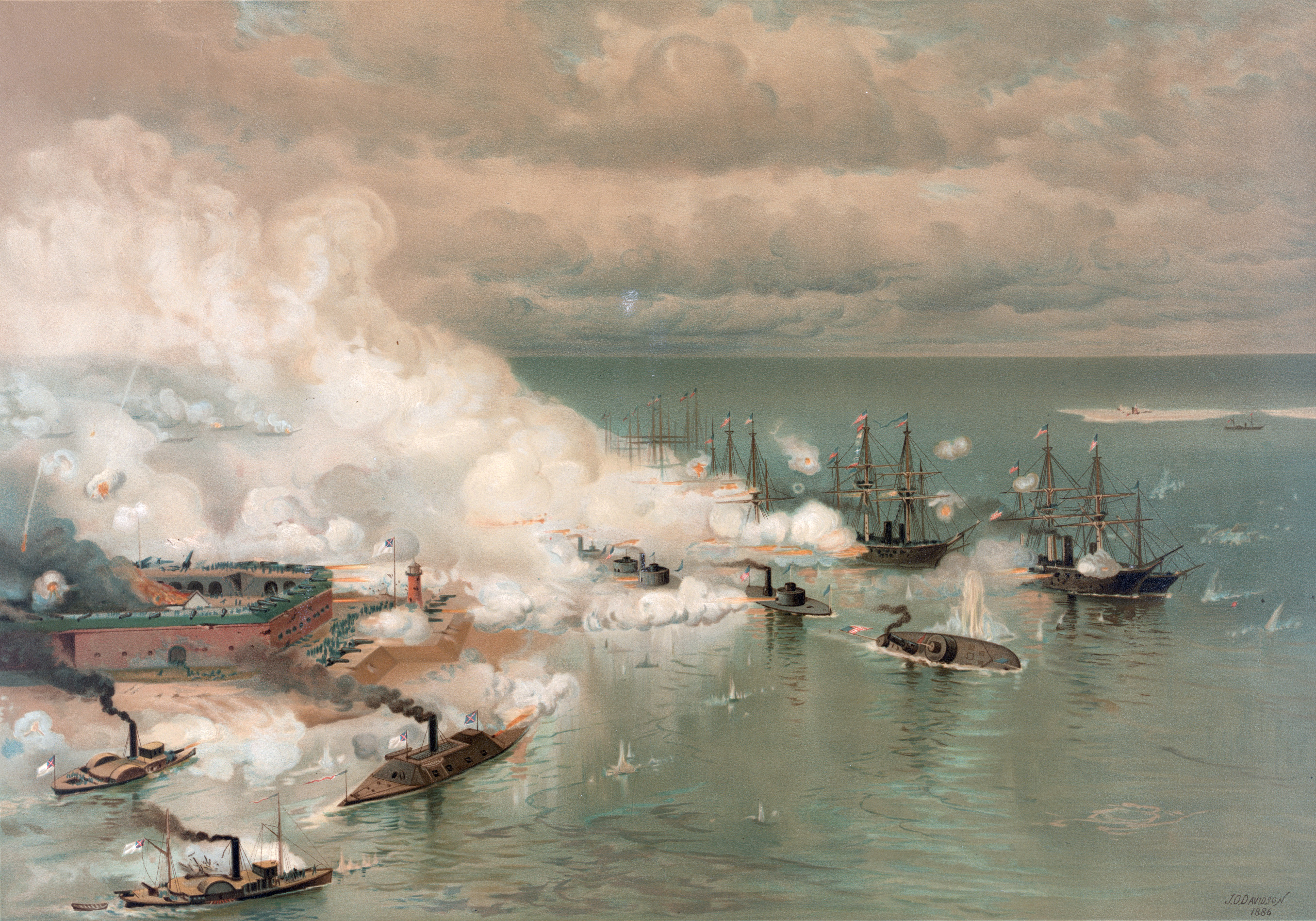
Batalha da baía de Mobile por Louis Prang (1824-1909)

Neste quadro de rivalidade entre franceses, espanhóis e ingleses pelo controlo do delta do rio Mississippi e da sua zona envolvente, um canadiano de origem francesa, Pierre LeMoyne d'Iberville, fez edificar, em 1699, entrepostos e alguns cais na ilha Dauphin, na baía de Mobile, devido à sua importância estratégica por ter um porto de águas profundas. Em 1702, o mesmo fez erguer junto do rio, a uns 40 km da foz, Fort Louis de la Mobile que se tornaria a primeira capital da Louisiana francesa, e esta localização no interior das terras deveria favorecer a colonização das bacias do Tombigbee e do Alabama. Inundações frequentes contrariaram as autoridades na deslocação para a foz do Mobile, em 1711, ao estabelecimento da cidade actual. Todavia, a colónia, que tinha tomado o nome de Fort Condé, perdera rapidamente o seu estatuto de capital para a cidade de Biloxi em 1720, sendo esta última substituída em 1722 por Nova Orleães.